# Barká
Barká (arabsky بركاء‎)
je město a vilájet (provincie) v Ománu. Nachází se v guvernorátu Jižní al-Bátina a leží na pobřeží Ománského zálivu. Na severu sousedí s vilájetem al-Musaná a na jihu s vilájety Síb a Vádí al-Mávil. V celém vilájetu žije přibližně 75 000 obyvatel v 63 obcích.
Ve vilájetu stojí známé pevnosti Barká, Bajt an-Núman a al-Felajž a spolu s nimi i další, ačkoliv méně významné. Al-Felajž láká turisty na divadelní představení, jež se zde konají. Pláž al-Savádí, přibližně 20 kilometrů východně od města Barká, patří k nejnavštěvovanějším plážím celé země. Tři ostrovy nedaleko pláže bývají každoročně během ledna a února útočištěm stěhovavého ptactva – racků černohlavých, brodivých ptáků a volavek. Barká je místem častého pořádání býčích zápasů.
Hlavní složkou místního hospodářství je rybolov. Zemědělství produkuje zeleninu, datle a citróny. Chov hospodářských zvířat se věnuje skotu, kozám, koním a velbloudům. Průmysl zde tvoří textilní průmysl, kožedělní průmysl a výroba laskomin. Mezi místní tradiční řemesla spadá zlatnictví, stříbrnictví, tkaní palmových listů, kovářství, tesařina a výroba provazů a lan neboli provaznictví.
V dubnu 2013 uveřejnilo ománské Ministerstvo Zdravotnictví své plány na vybudování zdravotnického města, které by se mělo postavit ve vilájetu Barká poblíž místa zvaného al-Felajž. Celý projekt nese název Lékařský městský komplex Sultána Kábúse a jeho rozpočet přesahuje jednu miliardu amerických dolarů.
Komplex bude sloužit především obyvatelům guvenorátů Maskat a al-Bátina. Po dokončení se očekává navázání spolupráce s Univerzitou sultána Kábúse.